# Shuangqiao, Chongqing
Shuangqiao (kinesiska: 双桥) var ett stadsdistrikt i storstadsområdet Chongqing i sydvästra Kina. Det införlivades 2011 i Dazu distrikt.
Antalet invånare vid folkräkningen 2010 var 50116. Befolkningen består av 24 786 kvinnor och 25 330 män. Barn under 15 år utgör 17,0 %, vuxna 15-64 år 72 %, och äldre över 65 år 9,0 %.